# South China AA

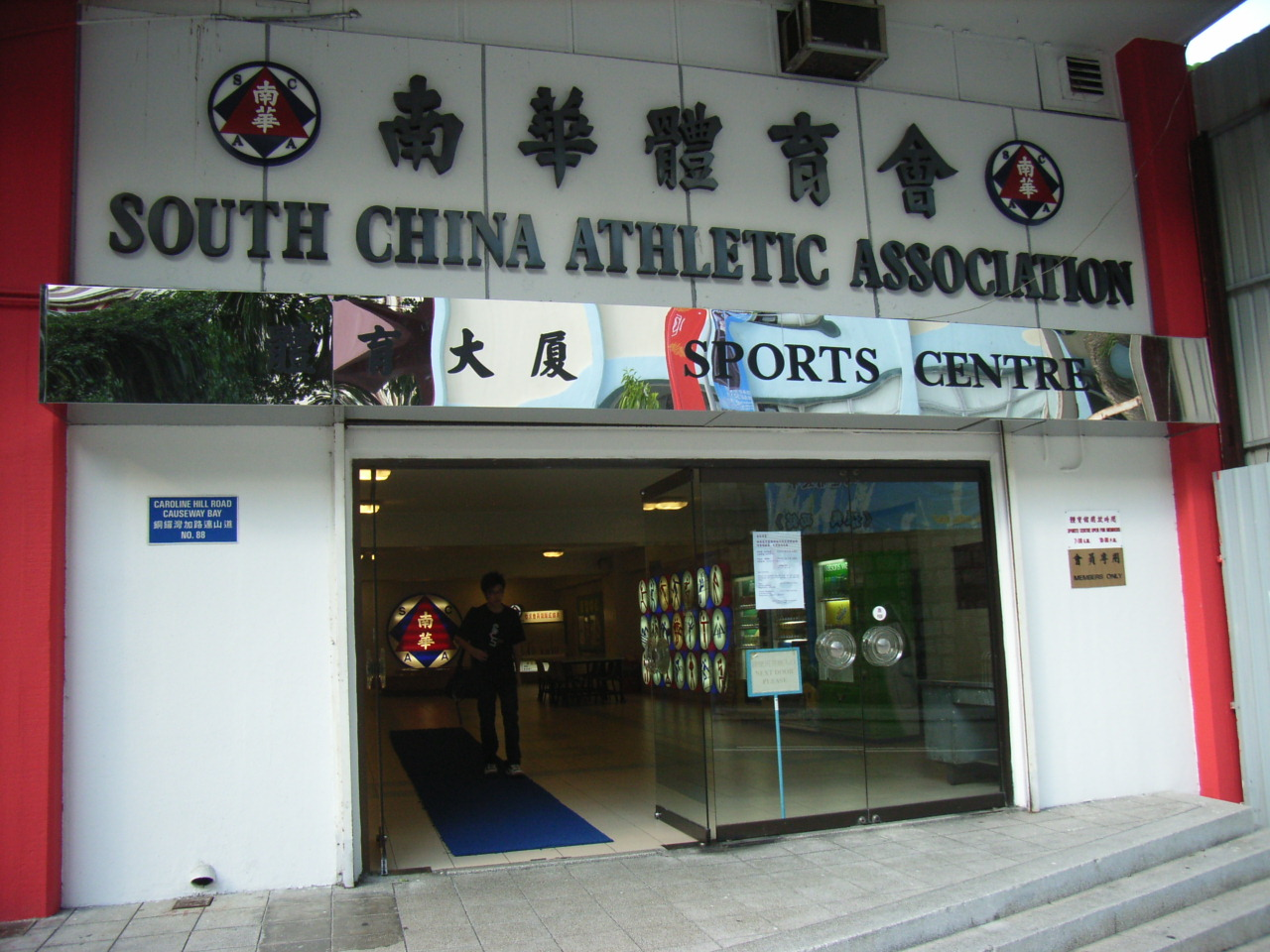
Ingang complex

South China Athletic Association (ook South China of SCAA genoemd) is een omnisportclub uit Hongkong waarvan de voelbalafdeling het bekendst is.
De club werd in 1904 opgericht als Chinese Football Team en in 1910 in South China FC hernoemd. De club vertegenwoordigde China op de Verre Oosten Spelen in 1917 en 1919 en won beide edities van het voetbaltoernooi. In 1920 werd de huidige naam aangenomen en werden ook andere sporten aan de club toegevoegd. Het is de enige club die na oorlog steevast in de hoogste klasse vertegenwoordigd was. In 2017 trok de club zich, ondanks een vierde plaats, vrijwillig terug uit de competitie, vanwege financiële problemen.

## Erelijst
- Hong Kong First Division League (41x)
  - 1923–24, 1930–31, 1932–33, 1934–35, 1935–36, 1937–38, 1938–39, 1939–40, 1940–41, 1948–49, 1950–51, 1950–51, 1951–52, 1952–53, 1954–55, 1956–57, 1957–58, 1958–59, 1959–60, 1960–61, 1961–62, 1965–66, 1967–68, 1968–69, 1971–72, 1973–74, 1975–76, 1976–77, 1977–78, 1985–86, 1986–87, 1987–88, 1989–90, 1990–91, 1991–92, 1996–97, 1999–00, 2006–07, 2007–08, 2008–09, 2009–10, 2012-13

- Hong Kong Second Division League (5x)
  - 1917–18, 1925–26, 1933–34, 1951–52, 1952–53

- Hong Kong Senior Challenge Shield (31x)
  - 1928–29, 1930–31, 1932–33, 1934–35, 1935–36, 1936–37, 1937–38, 1938–39, 1940–41, 1948–49, 1954–55, 1956–57, 1957–58, 1958–59, 1960–61, 1961–62, 1964–65, 1971–72, 1985–86, 1987–88, 1988–89, 1990–91, 1995–96, 1996–97, 1998–99, 1999–00, 2001–02, 2002–03, 2006–07, 2009–10, 2013-2014

- Hong Kong FA Cup (10)
  - 1984–85, 1986–87, 1987–88, 1989–90, 1990–91, 1995–96, 1998–99, 2001–02, 2006–07, 2010–11

- Hong Kong League Cup (3)
  - 2001–02, 2007–08, 2010–11

- Aziatische beker voor bekerwinnaars
  - finalist: 1993–94

## Bekende (oud-)spelers
- Mateja Kežman
- Nicky Butt
- Dyron Daal
- Joh van Zoest